# És egyszer csak…
Az És egyszer csak… (eredeti cím: And Just Like That...) 2021 és 2025 között vetített amerikai vígjátéksorozat, amelyet Darren Star alkotott, a Szex és New York című sorozat folytatása. A főbb szerepekben Sarah Jessica Parker, Cynthia Nixon, Kristin Davis, Mario Cantone és David Eigenberg látható.
Amerikában 2021. december 9-én az HBO Max, Magyarországon ugyanezen a napon az HBO Go mutatta be.
2023. augusztus 22-én berendelték a harmadik évadot.

## Ismertető
A Szex és New York 2. című film eseményei után 11 évvel a nők a 30-as éveikben a felszabadult és barátságos életből az 50-es éveikben a bonyolultabb élet és barátságok valóságába lépnek át.

## Szereplők

### Főszereplők
| Szereplő                    | Színész              | Magyar hang                                     | Évadok |
| --------------------------- | -------------------- | ----------------------------------------------- | ------ |
| Carrie Bradshaw             | Sarah Jessica Parker | Spilák Klára                                    | 1–3    |
| Miranda Hobbes              | Cynthia Nixon        | Bertalan Ágnes                                  | 1–3    |
| Charlotte York Goldenblatt  | Kristin Davis        | Kéri Kitty                                      | 1–3    |
| Anthony Marentino           | Mario Cantone        | Bodrogi Attila                                  | 1–3    |
| Steve Brady                 | David Eigenberg      | Harmath Imre                                    | 1–3    |
| Stanford Blatch             | Willie Garson        | Magyar Attila                                   | 1.     |
| Harry Goldenblatt           | Evan Handler         | Fekete Ernő                                     | 1–3    |
| Che Diaz                    | Sara Ramirez         | Kokas Piroska                                   | 1–2.   |
| Mr. Big                     | Chris Noth           | Kőszegi Ákos                                    | 1.     |
| Seema Patel                 | Sarita Choudhury     | Kocsis Mariann (1. hang) Makay Andrea (2. hang) | 1–3    |
| Lily Goldenblatt            | Cathy Ang            | Engel-Iván Lili                                 | 1–3    |
| Brady Hobbes                | Niall Cunningham     | Czető Ádám                                      | 1–2.   |
| Herbert WexleyChris Jackson | Chris Jackson        | Barabás Kiss Zoltán                             | 1–3    |
| Lisa Todd Wexley            | Nicole Ari Parker    | Erdős Borcsa                                    | 1–3    |
| Rock Goldenblatt            | Alexa Swinton        | Hegedűs Johanna                                 | 1–3    |
| Dr. Nya Wallace             | Karen Pittman        | Lamboni Anna                                    | 1–2.   |
| Aidan Shaw                  | John Corbett         | Forgács Péter                                   | 2–3    |
| Joy                         | Dolly Wells          | Huszárik Kata                                   | 2–3    |
| Giuseppe                    | Sebastiano Pigazzi   | Kádár-Szabó Bence                               | 2–3    |

### Mellékszereplők
| Szereplő             | Színész              | Magyar hang     |
| -------------------- | -------------------- | --------------- |
| Jackie Nee           | Bobby Lee            | Fekete Zoltán   |
| Andre Rashad Wallace | LeRoy McClain        | Pásztor Tibor   |
| Luisa Torres         | Cree Cicchino        |                 |
| Eunice Wexley        | Pat Bowie            | Zsolnai Júlia   |
| Franklyn             | Ivan Hernandez       | Szakács Tibor   |
| Zed                  | William Abadie       | Czető Roland    |
| Herbert Wexley Jr.   | Elijah Jacob         | Ács Balázs      |
| Ravi Gordi           | Armin Amiri          | Dányi Krisztián |
| Adam                 | Logan Marshall-Green | Pupics Levente  |
| Bitsy Von Muffling   | Julie Halston        | Halász Aranka   |
| Samantha Jones       | Kim Cattrall         | Létay Dóra      |

### Magyar változat
- Bemondó: Zahorán Adrienne
- Magyar szöveg: Pozsgai Rita
- Hangmérnök: Nikodém Norbert
- Vágó: Galgóczi Adrián (1–2. évad), Oláh Péter (3. évad)
- Gyártás- és produkciós vezető: Balog Gábor
- Szinkronrendező: Balog Mihály

A szinkront a Balog Mix Stúdió készítette el.

## Évados áttekintés
| Évad | Évad | Részek száma | Részek száma | Eredeti sugárzás  | Eredeti sugárzás    | Eredeti adó     | Magyar sugárzás     | Magyar sugárzás     | Magyar adó |
| Évad | Évad | Részek száma | Részek száma | Évadbemutató      | Évadzáró            | Eredeti adó     | Évadbemutató        | Évadzáró            | Magyar adó |
| ---- | ---- | ------------ | ------------ | ----------------- | ------------------- | --------------- | ------------------- | ------------------- | ---------- |
|      | 1.   | 10           | 10           | 2021. december 9. | 2022. február 3.    |                 | 2021. december 9.   | 2022. február 3.    |            |
|      | 2.   | 11           | 11           | 2023. június 22.  | 2023. augusztus 20. |                 | 2023. június 22.    | 2023. augusztus 20. |            |
|      | 3.   | 12           | 12           | 2025. május 29.   | 2025. augusztus 14. | 2025. május 30. | 2025. augusztus 15. |                     |            |

## Epizódok

### Első évad (2021-2022)
| Sor. | Év. | Cím                                                                       | Rendező              | Író                                                      | Premier                          |
| ---- | --- | ------------------------------------------------------------------------- | -------------------- | -------------------------------------------------------- | -------------------------------- |
| 1.   | 1.  | Helló, én vagyok (Hello It's Me)                                          | Michael Patrick King | Michael Patrick King                                     | 2021. december 9.                |
| 2.   | 2.  | Kis fekete ruha (Little Black Dress)                                      | Michael Patrick King | Michael Patrick King                                     | 2021. december 9.                |
| 3.   | 3.  | Ha Rómában vagy… (When in Rome...)                                        | Michael Patrick King | Julie Rottenberg és Elisa Zuritsky                       | 2021. december 16.               |
| 4.   | 4.  | Néhány jó barát (Some of My Best Friends)                                 | Gillian Robespierre  | Keli Goff                                                | 2021. december 23.               |
| 5.   | 5.  | Derékgond (Tragically Hip)                                                | Gillian Robespierre  | Samantha Irby                                            | 2021. december 30.               |
| 6.   | 6.  | Diwali (Diwali)                                                           | Cynthia Nixon        | Rachna Fruchbom                                          | 2022. január 6.                  |
| 7.   | 7.  | Szex és az özvegy (Sex and the Widow)                                     | Anu Valia            | Julie Rottenberg és Elisa Zuritsky                       | 2022. január 13.                 |
| 8.   | 8.  | Boszorkány, bajok és bizonytalanság (Bewitched, Bothered, and Bewildered) | Anu Valia            | Rachna Fruchbom                                          | 2022. január 20.                 |
| 9.   | 9.  | Kötetlenül (No Strings Attached)                                          | Nisha Ganatra        | Michael Patrick King, Julie Rottenberg és Elisa Zuritsky | 2022. január 27. 2022. január 27 |
| 10.  | 10. | Látom a fényt (Seeing the Light)                                          | Nisha Ganatra        | Michael Patrick King, Julie Rottenberg és Elisa Zuritsky | 2022. február 3.                 |

### Második évad (2023)
| Sor. | Év. | Cím                                                                          | Rendező              | Író                                                      | Premier             |
| ---- | --- | ---------------------------------------------------------------------------- | -------------------- | -------------------------------------------------------- | ------------------- |
| 11.  | 1.  | A Met (Met Cute)                                                             | Michael Patrick King | Michael Patrick King és Susan Fales-Hill                 | 2023. június 22.    |
| 12.  | 2.  | Új irány (The Real Deal)                                                     | Michael Patrick King | Susan Fales-Hill és Michael Patrick King                 | 2023. június 22.    |
| 13.  | 3.  | Harmadik fejezet (Chapter Three)                                             | Michael Patrick King | Julie Rottenberg és Elisa Zuritsky                       | 2023. június 29.    |
| 14.  | 4.  | Élet (Alive!)                                                                | Michael Patrick King | Julie Rottenberg és Elisa Zuritsky                       | 2023. július 6.     |
| 15.  | 5.  | Csokit vagy csínyt (Trick or Treat)                                          | Cynthia Nixon        | Samantha Irby és Lucas Froehlich                         | 2023. július 13.    |
| 16.  | 6.  | Bombaciklon (Bomb Cyclone)                                                   | Cynthia Nixon        | Michael Patrick King és Rachel Palmer                    | 2023. július 20.    |
| 17.  | 7.  | Február 14-e (February 14th)                                                 | Ry Russo-Young       | Samantha Irby                                            | 2023. július 27.    |
| 18.  | 8.  | Ezer éve (A Hundred Years Ago)                                               | Ry Russo-Young       | Michael Patrick King, Julie Rottenberg és Elisa Zuritsky | 2023. augusztus 3.  |
| 19.  | 9.  | Ennyit a környékről (There Goes the Neighborhood)                            | Julie Rottenberg     | Julie Rottenberg és Elisa Zuritsky                       | 2023. augusztus 10. |
| 20.  | 10. | Az utolsó vacsora: Első rész – Előétel (The Last Supper Part One: Appetizer) | Michael Patrick King | Michael Patrick King                                     | 2023. augusztus 17. |
| 21.  | 11. | Az utolsó vacsora: Második rész – Főfogás (The Last Supper Part Two: Entrée) | Michael Patrick King | Michael Patrick King                                     | 2023. augusztus 24. |

### Harmadik évad (2025)
| Sor. | Év. | Cím                                        | Rendező              | Író                                      | Premier                                 |
| ---- | --- | ------------------------------------------ | -------------------- | ---------------------------------------- | --------------------------------------- |
| 22.  | 1.  | Jó kilátások (Outlook Good)                | Michael Patrick King | Michael Patrick King                     | 2025. május 29. 2025. május 30.         |
| 23.  | 2.  | Patkányfutam (The Rat Race)                | Michael Patrick King | Julie Rottenberg és Elisa Zuritsky       | 2025. június 5. 2025. június 6.         |
| 24.  | 3.  | Ebéd Virginiában (Carrie Golightly)        | Michael Patrick King | Samantha Irby                            | 2025. június 12. 2025. június 13.       |
| 25.  | 4.  | Alma a fájától (Apples to Apples)          | Michael Patrick King | Michael Patrick King                     | 2025. június 19. 2025. június 20.       |
| 26.  | 5.  | Az asztal alatt (Under the Table)          | Julie Rottenberg     | Rachel Palmer                            | 2025. június 26. 2025. június 27.       |
| 27.  | 6.  | Lenémítva (Silent Mode)                    | Julie Rottenberg     | Susan Fales-Hill                         | 2025. július 3. 2025. július 4.         |
| 28.  | 7.  | A lányok buliznak (They Wanna Have Fun)    | Anu Valia            | Lucas Froehlich                          | 2025. július 10. 2025. július 11.       |
| 29.  | 8.  | Boldogan éltek míg... (Happily Ever After) | Anu Valia            | Julie Rottenberg és Elisa Zuritsky       | 2025. július 17. 2025. július 18.       |
| 30.  | 9.  | Jelenidő (Present Tense)                   | Anu Valia            | Julie Rottenberg és Elisa Zuritsky       | 2025. július 24. 2025. július 25.       |
| 31.  | 10. | Jobb, mint a szex (Better Than Sex)        | Michael Patrick King | Samantha Irby                            | 2025. július 31. 2025. augusztus 1.     |
| 32.  | 11. | Felejtsd el a fiút! (Forget About the Boy) | Michael Patrick King | Michael Patrick King és Susan Fales-Hill | 2025. augusztus 7. 2025. augusztus 8.   |
| 33.  | 12. | Helló, én vagyok! (Party of One)           | Michael Patrick King | Michael Patrick King és Susan Fales-Hill | 2025. augusztus 14. 2025. augusztus 15. |

## A sorozat készítése
2016 decemberében a Radar Online arról számolt be, hogy jóváhagyták a harmadik Szex és New York-film forgatókönyvét. 2017. szeptember 28-án azonban Sarah Jessica Parker megerősítette, hogy a harmadik film nem fog elkészülni. Azt mondta: "Volt ez a gyönyörű, vicces, szívszorító, vidám, nagyon átélhető forgatókönyvünk és történetünk. Nem csak az a csalódás, hogy nem tudjuk elmesélni a történetet és nem élhetjük át ezt az élményt, hanem sokkal inkább az a közönség, amelyik annyira hangoztatta, hogy szeretne egy újabb filmet." 2018-ban jelentették be, hogy Kim Cattrall nem akart visszatérni Samantha Jones szerepében a filmben, mivel nem értett egyet a tervezett történetszálakkal. Cattrall később, 2019-ben tisztázta, hogy úgy döntött, nem szerepel egy harmadik filmben, azzal magyarázva, hogy "túlment a célon" Samantha karakterének megformálásával.
2020 decemberében jelentették be, hogy a tervezett harmadik film forgatókönyvét az HBO Maxnál fejlesztés alatt álló Szex és New York minisorozatos felújításaként dolgozták át, anélkül, hogy Cattrall visszatérne Samanthaként, összhangban korábbi nyilatkozatával. 2021 januárjában az És egyszer csak… című sorozatot az HBO Max megerősítette, mint 10 epizódból álló sorozatot.

### Forgatás
A forgatás 2021. július 9-én kezdődött New Yorkban. 2021. október 11-én a forgatás Párizsban folytatódott. Az első évad forgatása 2021. december 6-án fejeződött be. 2022. október 4-én kezdődött és 2023. április 14-én fejeződött be a második évad forgatása New Yorkban. A harmadik évad forgatása 2024. május 1-jén kezdődött.